# Sacaromicets
Els sacaromicets (Saccharomycetes, literalment "fongs dels sucre") són una classe de fongs ascomicots. La majoria són microscòpics i moltes espècies són unicel·lulars. Es reprodueixen asexualment per gemmació.
Els sacaromicets inclouen els llevats, essent el més conegut el llevat de cervesa (Saccharomyces cerevisiae i espècies afins) utilitzat en la indústria de la panificació, i en l'elaboració de la cerveseria i del vi, que metabolitza la glucosa obtinguda del seu ambient a etanol i diòxid de carboni (fermentació alcohòlica).

## Taxonomia
La classe dels sacaromicets inclou unes 370 especies repartides en quatre ordres:
- Ordre Ascoideales
- Ordre Phaffomycetales
- Ordre Saccharomycetales
- Ordre Saccharomycodales